# Cisco (Utah)
Pour les articles homonymes, voir Cisco.
Cisco est une ville fantôme située dans le comté de Grand en Utah près de la jonction de la State Route 128 et de l'Interstate 70.
Comptant des saloons et des ravitaillements en eau, Cisco a servi de halte de la ligne ferroviaire Denver and Rio Grande Western Railroad. La ville a néanmoins survécu suffisamment longtemps tout au long du XXe siècle pour se voir attribuer un code postal: 84515. Le déclin de la ville est lié à la disparition de la locomotive à vapeur. Le site de la ville contient de nombreux vestiges d'une ville ferroviaire typique de l'Ouest américain. La ville fantôme étant facilement accessible, elle a été victime de pillage et de vandalisme qui ont endommagé les vestiges.
Elle est habitée depuis 2016 par Eileen Muza, seule habitante de la ville. Un documentaire de Vice du nom de « Population of One: Living Alone in an Abandoned Ghost Town », paru en août 2019, traite de la vie quotidienne de la jeune femme dans la ville par le biais de son témoignage.

## Exploitation minière
Des gisements de pétrole et de gaz naturel ont été découverts à Cisco en 1924. En 2005, de nouveaux puits de pétrole et de gaz ont été creusés par l'entreprise Reno, basée au Nevada.

## Cinéma
Plusieurs films ont été tournés à Cisco:
- Point limite zéro (1971)
- Thelma et Louise (1991):
  - la scène où Louise (Susan Sarandon) échange ses bijoux contre le chapeau d'un vieillard. Ce vieillard est d'ailleurs un habitant de cette ville fantôme et s'appelle Ernest Vanderhof[4]
  - plusieurs plans de la poursuite finale, en particulier la scène où la voiture des deux héroïnes fonce à travers un cabanon en bois[5].
- Don't Come Knocking (2005)

## Musique
Johnny Cash a composé la chanson Cisco Clifton's Fillin Station en hommage à H. Ballard Harris, un homme habitant Cisco.